# روجر بنروز
السير روجر بنروز (بالإنجليزية:  Roger Penrose)‏ ولد ب8 أغسطس 1931 فيزيائي رياضي بريطاني، حاَئز على جائزة نوبل بالفيزياء لعام 2020، وحائز على مقعد روز بول للرياضيات في جامعة أكسفورد. اكتسب روجر بنروز شهرة واسعة نتيجة أعماله في النسبية العامة وعلم الكون، وهو أحد المساهمين مع ستيفن هوكينغ في صياغة نظرية الثقوب السوداء، يتميز بنروز كذلك بأنه فيلسوف مؤيد للمدرسة الواقعية في الرياضيات وهو كثيرا ما أبدع أفكارا خلاقة في الرياضيات من أهمها: مسألة التبليط الدوري وغير الدوري.
لبنروز أيضا آراء خاصة في مسائل الوعي والذكاء البشري ومدى قدرة ما يدعى بالذكاء الصنعي على محاكاة الدماغ البشري، وقد أورد آرائه تلك في كتاب موسوعي دعاه: (عقل السلطان الجديد: العقل والحاسوب وقوانين الفيزياء) ألحق به كتاب (ظلال العقل)، يناققش بنروز في الكتابين مواضيع متنوعة تمتد من الرياضيات وآلات تورينغ إلى الفيزياء بنظريات النسبية العامة والخاصة ثم الكم، ليتحدث أخيرا عن بنية الدماغ والمشابك العصبية محاولا اظهار وجهة نظره بأن الدماغ البشري يحوي شيئا ما غير خوارزمي (أي لا يمكن تمثيله بخوارزمية)، هذا الشيء غير الخوارزمي هو المسؤول عن الإلهام والإبداع والأفكار الخلاقة، ويعتبر هذا نوعا من التواصل مع عالم الكائنات الرياضية الأفلاطوني.

## كون سابق
في عام 2010، قال بنروز انه توجد أدلة محتملة، استنادًا إلى دوائر متحدة المركز وجدت في بيانات مسبار ويلكينسون لقياس التباين الميكروي، لكون سابق كان موجودًا قبل الانفجار العظيم لكوننا الحالي. وقد ذكر هذا الدليل في خاتمة كتابه «دورات الزمن» لعام 2010 , ووفقًا لصحيفة التلغراف، قال: «كان هناك شيء ما قبل الانفجار العظيم وهذا الشيء هو ما سنحصل عليه في مستقبلنا».
وأضاف: «لدينا كون يتمدد ويتسع، وكل كتلة تتلاشى، وفي هذه النظرية المجنونة الخاصة بي، يصبح هذا المستقبل البعيد الانفجار العظيم لدهر آخر».

## روابط خارجية
- روجر بنروز على موقع IMDb (الإنجليزية)
- روجر بنروز على موقع الموسوعة البريطانية (الإنجليزية)
- روجر بنروز على موقع مونزينجر (الألمانية)
- روجر بنروز على موقع ميوزك برينز (الإنجليزية)
- روجر بنروز على موقع إن إن دي بي (الإنجليزية)